# Шудуг
Шудуг (азерб. Şuduq) — село в Губинском районе Азербайджана.

## География
Расположено в предгорной местности в 25 км к юго-западу от административного центра района — города Губа.

## Этноним
Ойконим «шудуг» с персидского языка означает «полностью распаханная, возделанная местность».

## История
Советский иранист Б. В. Миллер, обследовавший татов в 1928 году, упоминал: « Несомненно, что значительное еврейское, если не по крови, то по религии население распространялось и на юг, в пределах нынешнего Кубинского уезда. По словам кубинских евреев, множество мусульманских селений, населенных ныне лезгинами и татами, были прежде «еврейскими»; так например, не менее 25 селений, расположенных от Баба-Дага в направлении Кубы, раньше держались Моисеева закона. Таково например, было селение Шудуг (Şuduq) на юг от Кубы, которое и сейчас еще делится на 2 части, из коих одна до сих пор называется «еврейским кварталом» (азерб. çuhud məhələsi), хотя население последнего сейчас исключительно мусульманское».
Часть мусульман Шудуга относится к роду «Исраили». По мнению исследователей, это свидетельствует об их еврейском происхождении.
Историк Кавказа С. М. Броневский приводил такие сведения о Шудуге: «Жители деревни Шудукъ подати никакой не платятъ, а вместо того обязаны были доставлять хану охочихъ птицъ».

## Население
По сведениям 1886 года, опубликованных в изданном в 1893 году под редакцией Н. К. Зейдлица «Своде статистических данных о населении Закавказского края», отмечалось татское селение Шудугъ (так в тексте) Новдинского сельского общества Кубинского уезда Бакинской губернии.
В Азербайджанской сельскохозяйственной переписи 1921 года приводятся данные о селе Шудуг Нювдинского сельского общества Кубинского уезда Азербайджанской ССР. В селе имелось в то время 197 хозяйств, население численностью 961 человек было представлено преимущественно татами. Мужчин насчитывалось — 513 человек, женщин — 448 человек.
Согласно данным на начало 1933 года Шудуг являлся центром Шудугского сельсовета Кубинского района Азербайджанской ССР состоявшим из 11 сёл. В Шудуге проживало 957 человек в 190 хозяйствах (мужчин — 474, женщин — 483). Также в состав сельсовета входили населённые пункты  Шудуг-саекема (20 хозяйств, 100 жителей) и Шудуг-керпилар (45 хозяйств, 245 жителей). Большая часть населения сельсовета — 99,2 % указывалась тюрками (азербайджанцами).
По состоянию на конец 1980-х годов население села составляло 482 человека. Жители занимались животноводством и садоводством. Имелись средняя школа, клуб, библиотека, медицинский пункт.

## Достопримечательности
В северной части села расположена воздвигнутая из необтесанных камней башня, являющаяся частью Гильгильчайской оборонительной стены
.

## Известные уроженцы
В Шудуге родился Умуд Микаилов — военнослужащий азербайджанской армии, участник Первой карабахской войны.

## Народные промыслы
Шудуг один из центров татского ковроделия в Губинском районе. В старину в селении была развита деревообработка, ввиду расположения деревни в лесистой местности.